# جام جهانی ویوا ۲۰۰۶
جام جهانی ویوا ۲۰۰۶ (به انگلیسی: 2006 VIVA World Cup)، نخستین جام جهانی ویوا، تورنمنت بین‌المللی برای فوتبال بود که در نوامبر سال ۲۰۰۶ در اوکسیتانیا برگزار شد و تیم‌هایی که عضو فیفا نیستند در این مسابقات شرکت کردند. در این رقابت‌ها تیم فوتبال ساپمی قهرمان شد.

## پیشینه

### میزبانی رقابت‌ها
در آوریل سال ۲۰۰۵ ، سازمان ان اف بورد خبر داد که قبرس شمالی را برای میزبانی جام جهانی ویوا برگزیده است. موفقیت در میزبانی رقابت‌های جام یادبود فدراسیون که در آن تیم ان اف بوردیِ ساپمی و تیم ملی کوزوو شرکت داشتند ، دلیل این انتخاب بود. ان اف بورد تصمیم داشت ۱۶ تیم که زیر نظر خود بودند ، در این مسابقات شرکت کنند.

### اختلاف
در بهار سال ۲۰۰۵ ، دولتی جدید در قبرس شمالی سر کار آمد ؛ استراتژی دولت جدید ، برقراری و افزایش روابط با دیگر ملل و کشورها بود. پس از مدتی ، ان اف بورد ادعا کرد که دولتِ فردی سابیت سویر به دلایل سیاسی اصرار بر دخالت در انتخاب تیم‌ها دارد ؛ از آن طرف ، فدراسیون فوتبال قبرس شمالی مدعی شد که ان اف بورد بی دلیل تقاضای کمک مالی کرده‌است.
سرانجام ماجرا این بود که سازمان ان اف بورد تصمیم گرفت تا اوکسیتانیا را به میزبانی مسابقات برگزیند ؛ در پاسخ ، فدراسیون فوتبال قبرس شمالی خبر داد که آن‌ها جام خود را برگزار خواهند کرد ؛ اِی اِل اِف کاپ (به انگلیسی: ELF Cup) ، برای برگزاری دقیقاً هم‌زمان با جام جهانی ویوا برنامه‌ریزی شد. بعضی از اعضای ان اف بورد دعوت به شرکت در این جام را پذیرفتند.
| قهرمان جام جهانی ویوا ۲۰۰۶ |
| ساپمی نخستین بار           |
| -------------------------- |